# Maywand (district)
Pour les articles homonymes, voir Maywand.
Maywand ou Maiwand est un district en Afghanistan situé dans la partie occidentale de la province de Kandahâr. 
Les districts contigus sont Ghorak au nord, Khakrez au nord-ouest ainsi que Panjwai à l'est et au sud. À l'ouest, le district est bordé par la province d'Helmand. La population du district était de 51 900 habitants en 2006. Le centre administratif du district est le village de Maiwand. La route principale reliant Lashkar Gah et Kandahar traverse le district.

## Crédit d'auteurs
- (en) Cet article est partiellement ou en totalité issu de l’article de Wikipédia en anglais intitulé « Maywand District » (voir la liste des auteurs).